# Kent Ruhnke
Kent Stuart Ruhnke (* 18. September 1952 in Toronto, Ontario) ist ein ehemaliger kanadisch-schweizerischer Eishockeyspieler (rechter Flügel) und jetziger -trainer. Zuletzt trainierte er den EHC Olten in der National League B. Seine Tochter Laura ist ebenfalls ehemalige Eishockeyspielerin und gehörte zum Kader der Schweizer Frauen-Nationalmannschaft. Auch sein Sohn Corey ist ein professioneller Eishockeyspieler.

## Karriere

### Spieler
Ruhnke begann seine Laufbahn an der University of Toronto und absolvierte währenddessen ein Spiel für die Barrie Flyers aus der OHA. Zudem kam er am Ende seiner College-Zeit zweimal in der National Hockey League für die Boston Bruins zum Einsatz. Danach folgten zwei Jahre im Franchise der Winnipeg Jets aus der World Hockey Association, wobei er auch 47 Mal für das Farmteam der Jets, die Binghamton Dusters, in der American Hockey League aufs Eis ging.
Sein erster Verein in Europa war in der Spielzeit 1978/79 der SC Riessersee aus Garmisch-Partenkirchen. Später wechselte er zum Zürcher SC, wo Ruhnke als Spielertrainer tätig war.

### Trainer
Seine erste Trainerstation war der EHC Biel, wo er zwischen 1982 und 1984 arbeitete und mit dem Club 1983 Schweizer Meister wurde. Danach kehrte er nach Nordamerika zurück und trainierte das Eishockeyteam der Dalhousie University.
Zwischen 1985 und 1987 betreute er Fribourg-Gottéron. Danach folgten vier Saisons beim EHC Olten, mit dem er 1988 den Aufstieg in die Nationalliga A schaffte. In den Spielzeiten 1988/89 und 1989/90 kehrte er für jeweils zwei Spiele als Spieler auf das Eis zurück. Weitere Trainerstationen in der Nationalliga A waren der EV Zug, erneut der EHC Olten, die ZSC Lions, der SC Bern, der EHC Basel und der HC Lugano
. Dabei gewann er 2000 und 2004 weitere Schweizer Meistertitel. Ab 2009 stand er wieder bei seinem ersten Verein als Trainer, dem EHC Biel, an der Bande. Ab Dezember 2011 bis zum Saisonende 2011/12 war er Trainer beim NLB-Klub EHC Olten.

## Erfolge und Auszeichnungen
- 1978 Avco-World-Trophy-Gewinn mit den Winnipeg Jets
- 1983 Schweizer Meister mit dem EHC Biel (als Cheftrainer)
- 2000 Schweizer Meister mit den ZSC Lions (als Cheftrainer)
- 2004 Schweizer Meister mit dem SC Bern (als Cheftrainer)
- 2005 Aufstieg in die NLA mit dem EHC Basel (als Cheftrainer)

## Karrierestatistik
(Legende zur Spielerstatistik: Sp oder GP = absolvierte Spiele; T oder G = erzielte Tore; V oder A = erzielte Assists; Pkt oder Pts = erzielte Scorerpunkte; SM oder PIM = erhaltene Strafminuten; +/− = Plus/Minus-Bilanz; PP = erzielte Überzahltore; SH = erzielte Unterzahltore; GW = erzielte Siegtore; 1 Play-downs/Relegation; Kursiv: Statistik nicht vollständig)